# Cara Black
Cara Black (ur. 17 lutego 1979 w Salisbury) – zimbabwejska tenisistka, mistrzyni pięciu turniejów wielkoszlemowych w grze podwójnej oraz pięciu w grze mieszanej (karierowy Wielki Szlem), pierwsza kobieta z Zimbabwe w historii, która zdobyła tytuł wielkoszlemowy (French Open 2002), trzykrotna triumfatorka Mistrzostw WTA w grze podwójnej (2007, 2008, 2014), liderka rankingu WTA w grze podwójnej, reprezentantka Zimbabwe w Pucharze Federacji (1993 – 1996), Pucharze Hopmana (1999, 2005) i na letnich igrzyskach olimpijskich (2000, 2004, 2008). Tenisistka praworęczna z oburęcznym backhandem.

## Kariera tenisowa
Cara Black rozpoczęła treningi tenisowe w wieku czterech lat. Była czołową juniorką w rozgrywkach Międzynarodowej Federacji Tenisowej, według notowań z dnia 31 grudnia zajmowała pierwsze miejsca w klasyfikacjach singlistek i deblistek. W tym sezonie wygrała wielkoszlemowe Wimbledon i US Open w grze pojedynczej dziewcząt, a finał French Open przegrała z Justine Henin. W grze podwójnej zwyciężała w Wimbledonie 1995 z Aleksandrą Olszą, French Open 1997 i Wimbledonie 1997 z Iriną Sielutiną. Status profesjonalny otrzymała 1 stycznia 1998 roku.

### Gra pojedyncza
W styczniu 1998 próbowała swoich sił w pierwszych kwalifikacjach do turnieju WTA w Auckland. Debiut odnotowała w marcu w Indian Wells, gdzie organizatorzy przyznali jej dziką kartę. Swój pierwszy zawodowy mecz przegrała z Ruxandrą Dragomir 3:6, 3:6. W maju przeszła eliminacje i zadebiutowała w wielkoszlemowej imprezie, we French Open. Doszła do drugiej rundy; miesiąc później osiągnęła jedną rundę więcej w Wimbledonie. W sierpniu w Bostonie osiągnęła pierwszy półfinał w WTA Tour, w którym przegrała z Barbarą Schett. W styczniu 1999 była w ćwierćfinale w Hobarcie. Wkrótce znalazła się w najlepszej czwórce w Birmingham (pokonana przez Julie Halard-Decugis). 15 marca zajmowała najwyższe w swojej karierze, 31. miejsce w rankingu singlowym. W styczniu 2000 po raz pierwszy zagrała w finale zawodów WTA; stało się to w Auckland, w ćwierćfinale ograła najwyżej rozstawioną Jelenę Lichowcewą, ale w finale musiała uznać wyższość Anne Kremer. Po serii słabszych występach doszła do półfinału w Birmingham i ćwierćfinału w ’s-Hertogenbosch. Wiosną 2001 awansowała do czwartej rundy French Open, co w całej karierze jest jej najlepszym wynikiem w grze pojedynczej w turniejach wielkoszlemowych. W marcu 2002 zagrała w czwartej rundzie dwóch ważnych amerykańskich turniejów, w Indian Wells i Miami. We wrześniu wygrała swój jedyny singlowy tytuł WTA, uczyniła to w amerykańskim Waikoloa, pokonując w finale reprezentantkę gospodarzy, Lisę Raymond. Po 2007 roku zrezygnowała z występów w grze pojedynczej ze względu na brak znaczących sukcesów i skupiła się na rywalizacji w gronie deblistek. W 2008 wystąpiła w czterech imprezach, aby móc reprezentować swój kraj w letnich igrzyskach olimpijskich; okazyjnie próbowała też swoich sił w eliminacjach do zmagań w Cincinnati w 2010 roku.

### Gra podwójna
Cara Black jest utytułowaną deblistką i to w tej konkurencji osiąga najlepsze wyniki. Według stanu na 31 sierpnia 2015, wygrała 60 turniejów w tej konkurencji.

#### Lata 1993–1997
Pierwszy raz wystąpiła w meczu deblowym w 1993 roku, kiedy to wraz z Tiffany Brant doszła do ćwierćfinału małego turnieju ITF rozgrywanego w stolicy Zimbabwe – Harare. Rok później wygrała swój pierwszy tytuł deblowy w turnieju ITF w Nairobi. W 1995 roku wystąpiła w trzech turniejach ITF i w każdym doszła do finału, z których wygrała jeden, ponownie w Nairobi. W następnym sezonie wygrała już trzy turnieje deblowe ITF i na koniec roku była już sklasyfikowana na 306. miejscu w rankingu WTA. Sezon 1997 zakończyła z czterema tytułami deblowymi w turniejach ITF oraz na 159. miejscu w rankingu.

#### Lata 1998–1999
Cara Black zadebiutowała w turnieju deblowym WTA w styczniu 1998 roku w Auckland. Partnerowała jej Nirupama Vaidyanathan, z którą przegrała w meczu pierwszej rundy z Cătăliną Cristeą i Eun-Ha Kim 3:6, 4:6. Następnie przez dłuższy czas grała z Kazaszką Iriną Sielutiną, z którą w lutym osiągnęła dwa ćwierćfinały w turniejach ITF (Midland i Rochester). Późniejsze porażki w pierwszych rundach przerwał pierwszy ćwierćfinał WTA w Birmingham, gdzie musiały uznać wyższość rozstawionych z numerem pierwszym Lisy Raymond i Rennae Stubbs 5:7, 1:6. Porażkę w pierwszym meczu podczas Wimbledonu powetowały sobie pierwszym półfinałem WTA, w Bostonie, w którym ponownie okazały się gorsze od Raymond i Stubbs 6:7(2), 1:6. Porażkę w pierwszej rundzie w ostatnim turnieju wielkoszlemowym w roku (US Open) poprawiły wygraniem zwycięstwem w turnieju ITF w Santa Clara oraz kolejne półfinały turniejów WTA: w Moskwie (trzecia w sezonie porażka z Raymond i Stubbs 3:6, 5:7) i Luksemburgu. W marcu 1999 doszły do półfinału imprezy wysokiej rangi w Key Biscayne, gdzie pokonały takie sławy tenisa, jak Virginia Ruano Pascual, Paola Suárez, Conchita Martínez i Patricia Tarabini. Zimbabwejka, w parze z Kristie Boogert, doszła do swojego pierwszego finału WTA w ’s-Hertogenbosch. W mistrzowskim meczu przegrały z Silvią Fariną Elią i Ritą Grande 5:7, 6:7(2). W sezonie 1999 wystąpiła jeszcze w finale turnieju WTA Quebec City, w którym wraz z Debbie Graham przegrała z Amy Frazier i Katie Schlukebir 2:6, 3:6.

#### Rok 2000
Rok 2000 rozpoczęła od pierwszego turniejowego zwycięstwa, wywalczonego w Auckland razem z Alexandrą Fusai. W lutym, ponownie z Iriną Sielutiną przegrała półfinał w Oklahoma City z Tamarine Tanasugarn i Eleną Tatarkovą 3:6, 4:6. Tydzień później podczas turnieju Scottsdale wygrała półfinał, ale mecz finałowy nie odbył się. Później nastąpiła seria porażek Black z Sielutiną w pierwszych lub drugich rundach w sześciu kolejnych turniejach. Przerwana ona została dopiero w czerwcu przegranym finałem w Birmingham. Black ostatni mecz z Sielutiną rozegrała podczas Wimbledonu, w którym przegrały w pierwszej rundzie z rozstawionymi z numerem ósmym Venus i Sereną Williams 3:6, 2:6. W lipcu zagrała z Amy Frazier w turnieju w Stanford, w którym przegrała w finale z Chandą Rubin i Sandrine Testud 4:6, 4:6. We wrześniu odniosła swój największy dotychczasowy sukces w karierze, dochodząc z Jeleną Lichowcewą do finału wielkoszlemowego US Open. W ćwierćfinale pokonała odwieczne rywalki Lisę Raymond i Rennae Stubbs 6:3, 6:4, a mecz półfinałowy wygrała walkowerem od sióstr Williams. W meczu mistrzowskim uległy Julie Halard-Decugis i Ai Sugiyamie 1:6, 6:1, 1:6. W parze z Rosjanką Black doszła do półfinału we Filderstadt oraz ćwierćfinału w Zurychu. Dobra końcówka sezonu pozwoliła im awansować po raz pierwszy do Turnieju Mistrzyń w Nowym Jorku. Tam jednak w meczu ćwierćfinałowym przegrały z późniejszymi triumfatorkami imprezy Martiną Hingis i Anną Kurnikową 0:6, 5:7.

#### Rok 2001
W parze z Rosjanką Black wygrała w sezonie 2001 zawody w Hobarcie, Hamburgu, Rzymie, Birmingham, San Diego i New Haven, wystąpiły w Mistrzostwach WTA, przegrywając finałową walkę z Lisą Raymond i Rennae Stubbs. Zimbabwejka jesienią wystartowała przypadkowo w Tokio u boku Liezel Huber, afrykańska para zdobyła tam tytuł po zwycięstwie nad Kim Clijsters i Ai Sugiyamą. Black awansowała do czołowej dziesiątki deblowego rankingu WTA.

#### Lata 2002–2004
W 2002 była w półfinałach French Open i Wimbledonu; z Lichowcewą zakwalifikowały się do Mistrzostw WTA i ponownie przegrały w finale, tym razem z Jeleną Diemientjewą i Janette Husárovą. W sezonie 2003 również wygrała kolejne turnieje, ale w imprezach wielkoszlemowych nadalej znajdowała się w półfinałach. W 2004 jej deblową partnerką została Rennae Stubbs i razem z Australijką Cara zdobyła pierwsze deblowe mistrzostwo wielkoszlemowe podczas Wimbledonu. W finale wygrały z Liezel Huber i Ai Sugiyamą. Ze Stubbs zostały pokonane w finale Mistrzostw WTA przez Nadię Pietrową i Meghann Shaughnessy.

#### Lata 2005–2006
W maju 2005 z Huber znalazła się w finale French Open, w walce o puchar pokonały ich Ruano Pascual i Suárez. Panie wywalczyły miesiąc później wspólne trofeum wimbledońskie po finale ze Swietłaną Kuzniecową i Amélie Mauresmo. 17 października Black została nową liderką rankingu WTA w grze podwójnej. Do Mistrzostw WTA zakwalifikowała się jednak razem ze Stubbs, niemal tradycyjnie doszły do finału i tam przegrały (z Raymond i Stosur). W 2006 grała w większości turniejów z Rennae Stubbs, rok zakończyła przegranym finałem Mistrzostw WTA. Był to jej piąty przegrany finał w tym turnieju i trzeci z rzędu.

#### Rok 2007
W styczniu 2007 w parze z Huber po raz pierwszy triumfowała w Australian Open. W finale imprezy pokonały niespodziewane wicemistrzynie, Chan Yung-jan i Chuang Chia-jung. Black rozpoczęła stałą współpracę z Huber, która reprezentowała Republikę Południowej Afryki, a potem zmieniła obywatelstwo na amerykańskie. Razem wygrały również Wimbledon. 11 czerwca zastąpiła Lisę Raymond na pozycji liderki światowej klasyfikacji; utrzymała to miejsce przez dwa tygodnie, by powrócić na nie po kolejnych czterech. W listopadzie po raz pierwszy w karierze, w szóstym finale, wygrała Mistrzostwa WTA i po tym turnieju była światowym numerem jeden ex-aequo z Liezel Huber.

#### Lata 2008–2010
Amerykanka i Zimbabwejka zdominowały kobiece rozgrywki deblowe w 2008 roku, wygrywając ostatni z turniejów wielkoszlemowych (US Open), Mistrzostwa WTA i kilka prestiżowych turniejów w kalendarzu. Pierwsze miejsca w rankingu okupowały do połowy 2010 roku. W 2009 wciąż były najlepszym deblem świata, ale już bez tytułu w Wielkim Szlemie (trzy mistrzostwa wywalczyły wówczas siostry Williams, startujące w grze podwójnej wyłącznie w turniejach wielkoszlemowych). W Mistrzostwach WTA w Dosze przegrały w finale z Nurią Llagosterą Vives i Marią José Martínez Sánchez. W styczniu 2010 wspólnie dotarły do finału w Melbourne. Niespodziewanie w marcu rozegrały ostatni wspólny mecz, przegrywając w pierwszej rundzie w Miami z Natalie Grandin i Abigail Spears. Panie pokłóciły się o to, że Huber wystąpiła w Charleston z Nadią Pietrową (Black nie chciała tam grać) i wówczas zyskała przewagę punktową nad Zimbabwejką, obejmując samodzielne prowadzenie w rankingu WTA z dnia 19 kwietnia. Automatycznie Black spadła na drugie miejsce. Współpraca została sensacyjnie zerwana, choć Black i Huber stanowiły jeden z najlepszych debli ostatnich lat.
Cara rozpoczęła poszukiwania nowej partnerki; w Stuttgarcie doszła do półfinału z Szachar Pe’er. W maju zagrała w finale w Warszawie z Yan Zi, ale na kortach Rolanda Garrosa pojawiła się u boku Jeleny Wiesniny. W czerwcu wygrała pierwszy turniej od czasu rozstania z Huber, tym razem w Birmingham z Lisą Raymond (w finale pokonały Huber i Bethanie Mattek-Sands). Przez pewien czas grała razem z Anastasiją Rodionową, w 2010 awansowały do półfinału US Open, który przegrały z późniejszymi mistrzyniami, Vanią King i Jarosławą Szwiedową. Po nowojorskiej imprezie nie pojawiła się na światowych kortach już do końca sezonu, po raz pierwszy od 1999 nie zakwalifikowała się do Mistrzostw WTA i po raz pierwszy od 2000 na koniec roku była sklasyfikowana poza czołową dziesiątką rankingu deblistek.

#### Rok 2011
Przez pierwsze tygodnie sezonu 2011 występowała w parze z Anastasiją Rodionową, u boku której awansowała do półfinału w Brisbane i ćwierćfinału Australian Open. Black wystąpiła tylko w kilku turniejach, ostatnim jej startem był Wimbledon, gdzie razem z Szachar Pe’er poległy w trzeciej rundzie.

#### Rok 2012
Cara Black urodziła syna w kwietniu 2012 roku, a już w październiku powróciła do rywalizacji. Pod koniec sezonu zgłosiła się wspólnie z Ariną Rodionową do dwóch turniejów rangi ITF (oba z niską pulą nagród 25 000 dolarów). W pierwszym w Traralgon odniosły zwycięstwo, a w drugim w Bendigo przegrały dopiero w finale. Te dwa udane występy pozwoliły Black wrócić do rankingu WTA deblistek na koniec roku – zajęła w nim 624. miejsce.

#### Rok 2013
Do rozgrywek WTA Tour powróciła już w styczniu 2013 roku, kiedy to ponownie z Anastasiją Rodionową zwyciężyła w turnieju w Auckland. Osiągnęła trzecią rundę Australian Open w deblu, a także zagrała w jednym meczu turnieju legend kobiet, z którego następnie się wycofała. Awansowała także do półfinału zawodów w Dubaju, w którym musiała uznać wyższość Bethanie Mattek-Sands i Sanii Mirzy 2:6, 5:7. Po porażkach w pierwszych rundach w trzech kolejnych turniejach z Rodionową zaczęła szukać nowej partnerki. W Oeiras zagrała z Kolumbijską tenisistką Cataliną Castaño, ale przegrały z Raquel Kops-Jones i Abigail Spears 5:7, 3:6. Później nawiązała współpracę z Nowozelandką Mariną Erakovic, z którą odniosła kilka sukcesów. W Madrycie i w Strasburgu awansowała do finału zawodów – porażki odpowiednio z Anastasiją Pawluczenkową i Lucie Šafářovą 2:6, 4:6 oraz Kimiko Date-Krumm i Chanelle Scheepers 4:6, 6:3, 12-14. Na French Open zanotowały ćwierćfinał, porażka z Andreą Hlaváčkovą i Lucie Hradecką 6:2, 6:7(3), 4:6. Kolejny finał osiągnęła w Birmingham, w którym musiała uznać wyższość Ashleigh Barty i Casey Dellacquy 5:7, 4:6. Później nastąpił jednak spadek formy i porażki: w pierwszej rundzie w Eastbourne, drugiej podczas Wimbledonu, ponownie pierwszej w Cincinnati oraz trzeciej na US Open. To zakończyło ich wspólne występy. We wrześniu Black zaczęła występować wspólnie z Hinduską Sanią Mirzą, z którą wygrała wszystkie turnieje w jakich wystąpiła do końca roku. Zwyciężyły w turnieju rangi Premier 5 w Tokio oraz Premier Mandatory Pekinie. W turnieju w Chinach w półfinale pokonały ówczesne liderki rankingu WTA Włoszki Sarę Errani i Robertę Vinci 6:4, 6:4. Cara Black zakończyła sezon na 13. miejscu w rankingu deblistek – skok o 611 pozycji względem poprzedniego roku!

#### Rok 2014
Black prawie cały sezon grała z Mirzą (na 24 starty tylko dwa razy zagrała z innymi partnerkami: w Auckland z Marina Erakovic i w Wuhanie z Caroline Garcią) odnosząc szereg sukcesów. W Australian Open i Doha doszły do ćwierćfinałów – porażki odpowiednio z Errani i Vinci 2:6, 6:3, 4:6 oraz z Anastasiją Pawluczenkową i Nadieżdą Pietrową 6:4, 4:6, 12-14. W turniejach rangi Premier Mandatory w Indian Wells przegrały dopiero w finale z nowymi liderkami rankingu deblistek Hsieh Su-wei i Peng Shuai 6:7(5), 2:6, a w Miami w półfinale z Sabine Lisicki oraz powracającą do wielkiej formy Martiną Hingis 3:6, 4:6. Do kolejnego finału awansowały w Stuttgarcie, w którym po raz kolejny przegrały z Errani i Vinci 2:6, 3:6. Na początku maja triumfowała w Oeiras. Później odpadały w ćwierćfinałach w Madrycie, Rzymie i French Open – porażki z Hsieh i Peng 7:5, 1:6, 8:10, Errani i Vinci 2:6, 3:6 oraz ponownie z Hsieh i Peng 2:6, 6:3, 3:6. W drugiej połowie sezonu ponownie awansowała do finału także w Montrealu, Wuhan i Pekinie. Odpadła w półfinale US Open (porażka z Hingis i Flavią Pennettą 2:6, 4:6) oraz wygrała w Tokio, pokonując Garbiñe Muguruzę i Carlę Suárez Navarro 6:2, 7:5. Dzięki bardzo dobrym występom awansowała po raz 11 w karierze do Turnieju Mistrzyń, w którym triumfowała (po raz trzeci) pokonując w finale Hsieh i Peng 6:1, 6:0. Był to ostatni wspólny mecz Black z Mirzą.

#### Rok 2015
Zakończywszy współpracę z Sanią Mirzą zaczęła występy z Zheng Saisai, jednak po porażkach w pierwszych rundach w Hobart i Australian Open zaprzestała występów. Wróciła na korty dopiero w czerwcu, i rozpoczęła starty wspólnie z Lisą Raymond. Doszły wspólnie do ćwierćfinałów w Nottingham, Eastbourne i podczas Wimbledonu. Występ w Londynie był ostatnim startem tenisistki w 2015 roku.

### Gra mieszana
Cara Black (według stanu na 27 kwietnia 2013) wygrała pięć turniejów wielkoszlemowych w grze mieszanej. Zwycięską passę rozpoczęła w 2002 roku triumfem we French Open u boku swojego brata, Wayne’a. W 2004 z tym samym partnerem wygrała Wimbledon. Od 2008 roku regularnie odnosiła sukcesy w parze z Leanderem Paesem. Wspólnie zwyciężali w US Open 2008, Australian Open 2010 i Wimbledonie 2010. W styczniu 2010, po triumfie w Melbourne ustanowiła Karierowego Wielkiego Szlema w grze mieszanej. Została szóstą kobietą w historii, która może się pochwalić takim osiągnięciem i trzecią w erze open (po Doris Hart, Margaret Smith Court, Billie Jean King, Martinie Navrátilovej i Danieli Hantuchovej).

### Występy reprezentacyjne
W latach 1993–1996 reprezentowała Zimbabwe w rozgrywkach o Puchar Federacji. Występowała w konfrontacjach strefowych Europy i Afryki. Po 1996 nie bierze udziału w tym turnieju, głównie ze względu na trudności ze skompletowaniem żeńskiej reprezentacji z Zimbabwe.
Trzykrotnie reprezentowała Zimbabwe na letnich igrzyskach olimpijskich (2000, 2004, 2008). W Atenach doszła do drugiej rundy gry pojedynczej. Nigdy nie wystartowała w grze podwójnej z powodu braku partnerki.
Cara Black jest obecnie jedyną tenisistką z Zimbabwe klasyfikowaną w rankingu WTA, dlatego jej państwo nie bierze udziału w Pucharze Federacji, a sama zawodniczka nie występuje w swojej koronnej konkurencji – grze podwójnej – na letnich igrzyskach olimpijskich.
W 2007 i 2008 roku razem z Liezel Huber otrzymała nagrodę WTA dla Najlepszej Pary Deblowej Roku.
W grudniu 2011 podano do informacji, że tenisistka spodziewa się narodzin pierwszego dziecka i z tego powodu nie występuje w turniejach w roku 2012.

## Życie prywatne
Cara jest córką Dona Blacka, trenera tenisowego, który był tenisistą i wystąpił na Wimbledonie i jego żony Velii, nauczycielki. Ma dwóch starszych braci, Byrona i Wayne’a, obydwaj byli tenisistami. Żoną Wayne’a jest od 2003 roku Irina Sielutina, była deblowa partnerka Black, z którą ta wygrywała juniorskie mistrzostwa wielkoszlemowe. 2 grudnia 2006 Cara została żoną Bretta Stephensa, trenera fitness pochodzącego z Australii. Ich ślub miał miejsce na wyspie Spurwing na Jeziorze Kariba w Zimbabwe. 26 kwietnia 2012 w Melbourne urodziła syna, Lachlana. Rodzina zamierza wyprowadzić się z Australii i w najbliższym czasie mieszkać w Zimbabwe, gdzie przebywa obecnie cała rodzina tenisistki.

## Historia występów wielkoszlemowych
Legenda
     W, wygrany turniej
     F, przegrana w finale
     SF, przegrana w półfinale
     QF, przegrana w ćwierćfinale
     xR, przegrana w x rundzie
     A, brak startu

### Występy w grze pojedynczej
| Australian Open        | A   | A   | A   | A   | A  | 1R | 2R | 2R | 2R | 1R  | 2R  | A  | 1R  | A | A   | 4 – 7   |  |  |  |  |  |  |  |  |  |  |
| French Open            | A   | A   | A   | A   | 2R | 1R | 2R | 4R | 1R | 2R  | 1R  | A  | A   | A | A   | 6 – 7   |  |  |  |  |  |  |  |  |  |  |
| Wimbledon              | A   | A   | A   | A   | 3R | 1R | 2R | 1R | 1R | 3R  | 1R  | 3R | 1R  | A | A   | 7 – 9   |  |  |  |  |  |  |  |  |  |  |
| US Open                | A   | A   | A   | A   | 2R | 1R | 1R | 1R | 2R | 1R  | 2R  | A  | A   | A | A   | 3 – 7   |  |  |  |  |  |  |  |  |  |  |
|                        |     |     |     |     |    |    |    |    |    |     |     |    |     |   |     |         |  |  |  |  |  |  |  |  |  |  |
| Ranking na koniec roku | 727 | 489 | 337 | 189 | 44 | 51 | 43 | 58 | 56 | 134 | 174 | 37 | 284 | – | 660 | 20 – 30 |  |  |  |  |  |  |  |  |  |  |

### Występy w grze podwójnej
| Australian Open        | A | A   | A   | A   | A  | 1R | 1R | 2R | 1R | 3R | 1R | 2R | QF | W  | QF | QF | F  | QF | A   | 3R | QF | 1R  | 1 / 16 | 31 – 15  |  |  |  |
| French Open            | A | A   | A   | A   | A  | 1R | 2R | 3R | 3R | SF | 3R | F  | QF | SF | SF | SF | 3R | A  | A   | QF | QF | A   | 0 / 14 | 38 – 14  |  |  |  |
| Wimbledon              | A | A   | A   | Q2  | 1R | 2R | 1R | 2R | SF | 3R | W  | W  | SF | W  | SF | SF | 3R | 3R | A   | 2R | 2R | QF  | 3 / 17 | 46 – 14  |  |  |  |
| US Open                | A | A   | A   | A   | 1R | 1R | F  | SF | SF | SF | 3R | QF | QF | 2R | W  | F  | SF | A  | A   | 3R | SF | A   | 1 / 15 | 46 – 14  |  |  |  |
|                        |   |     |     |     |    |    |    |    |    |    |    |    |    |    |    |    |    |    |     |    |    |     |        |          |  |  |  |
| Ranking na koniec roku | – | 463 | 306 | 159 | 78 | 30 | 13 | 3  | 9  | 9  | 3  | 1  | 5  | 1  | 1  | 1  | 13 | 77 | 624 | 13 | 4  | 109 | 5 / 62 | 161 – 57 |  |  |  |

### Występy w grze mieszanej
| Australian Open | A | A | A | A | A  | A  | 2R | 1R | 1R | 2R | 2R | QF | 1R | 1R | QF | 2R | W  | 2R | A | 1R | 1R | QF | 1 / 15 | 16 – 14  |  |  |  |
| French Open     | A | A | A | A | A  | 3R | 3R | 1R | 1R | W  | SF | F  | 2R | 1R | 2R | 2R | QF | A  | A | SF | 2R | A  | 1 / 14 | 23 – 13  |  |  |  |
| Wimbledon       | A | A | A | A | 3R | 3R | 2R | 3R | 2R | 3R | W  | 2R | SF | QF | 3R | F  | W  | QF | A | 3R | 2R | 3R | 2 / 16 | 38 – 14  |  |  |  |
| US Open         | A | A | A | A | A  | 2R | 2R | QF | QF | SF | 2R | 2R | 1R | 1R | W  | F  | QF | A  | A | 1R | QF | A  | 1 / 14 | 24 – 13  |  |  |  |
|                 |   |   |   |   |    |    |    |    |    |    |    |    |    |    |    |    |    |    |   |    |    |    |        |          |  |  |  |
|                 |   |   |   |   |    |    |    |    |    |    |    |    |    |    |    |    |    |    |   |    |    |    | 5 / 60 | 101 – 54 |  |  |  |

### Występy w grze podwójnej w turniejach legend
| Turniej         | 2013        | 2014        | 2015        | 2016 | 2017 | 2018 | 2019 | 2020 | Tytuły |
| --------------- | ----------- | ----------- | ----------- | ---- | ---- | ---- | ---- | ---- | ------ |
| Australian Open | RR          |             |             | A    | A    | A    | A    | A    | 0 / 1  |
| French Open     | zawodniczka | zawodniczka | zawodniczka | A    | A    | A    | A    |      | 0 / 0  |
| Wimbledon       | aktywna     | aktywna     | aktywna     | A    | W    | F    | W    | NH   | 2 / 3  |
| US Open         | w cyklu WTA | w cyklu WTA | w cyklu WTA | A    | A    | NH   | NH   | NH   | 0 / 0  |

## Wielkoszlemowe finały w grze podwójnej (9)

### Wygrane (5)
| Rok  | Turniej         | Partnerka     | Przeciwniczki w finale               | Wynik finału     |
| 2004 | Wimbledon       | Rennae Stubbs | Liezel Huber Ai Sugiyama             | 6:3, 7:6(5)      |
| 2005 | Wimbledon       | Liezel Huber  | Swietłana Kuzniecowa Amélie Mauresmo | 6:2, 6:1         |
| 2007 | Australian Open | Liezel Huber  | Chan Yung-jan Chuang Chia-jung       | 6:4, 6:7(4), 6:1 |
| 2007 | Wimbledon       | Liezel Huber  | Katarina Srebotnik Ai Sugiyama       | 3:6, 6:3, 6:2    |
| 2008 | US Open         | Liezel Huber  | Samantha Stosur Lisa Raymond         | 6:3, 7:6(6)      |

### Przegrane (4)
| Rok  | Turniej         | Partnerka         | Przeciwniczki w finale              | Wynik finału  |
| 2000 | US Open         | Jelena Lichowcewa | Julie Halard-Decugis Ai Sugiyama    | 1:6, 6:1, 1:6 |
| 2005 | French Open     | Liezel Huber      | Virginia Ruano Pascual Paola Suárez | 6:4, 3:6, 3:6 |
| 2009 | US Open         | Liezel Huber      | Serena Williams Venus Williams      | 2:6, 2:6      |
| 2010 | Australian Open | Liezel Huber      | Serena Williams Venus Williams      | 4:6, 3:6      |

## Finały turniejów WTA
| Legenda                     | Legenda |
| --------------------------- | ------- |
| Wielki Szlem                |         |
| Igrzyska olimpijskie        |         |
| WTA Tour Championships      |         |
| 1988 – 2008                 |         |
| Kategoria I                 |         |
| Kategoria II                |         |
| Kategoria III               |         |
| Kategoria IV                |         |
| Kategoria V                 |         |
| 2009 – 2020                 |         |
| WTA Premier Mandatory       |         |
| WTA Premier 5               |         |
| WTA Premier                 |         |
| WTA International Series    |         |
| WTA 125K series (2012–2020) |         |

### Gra pojedyncza 2 (1-1)
| Końcowy wynik | Nr | Data             | Turniej  | Nawierzchnia | Przeciwniczka | Wynik finału |
| ------------- | -- | ---------------- | -------- | ------------ | ------------- | ------------ |
| Finalistka    | 1. | 8 stycznia 2000  | Auckland | Twarda       | Anne Kremer   | 4:6, 4:6     |
| Zwyciężczyni  | 1. | 15 września 2002 | Waikoloa | Twarda       | Lisa Raymond  | 7:6(1), 6:4  |

### Gra mieszana 8 (5–3)
| Końcowy wynik | Nr | Data             | Turniej         | Nawierzchnia | Partner      | Przeciwnicy                            | Wynik finału     |
| ------------- | -- | ---------------- | --------------- | ------------ | ------------ | -------------------------------------- | ---------------- |
| Zwyciężczyni  | 1. | 8 czerwca 2002   | French Open     | Ceglasta     | Wayne Black  | Jelena Bowina Mark Knowles             | 6:3, 6:3         |
| Finalistka    | 1. | 5 czerwca 2004   | French Open     | Ceglasta     | Wayne Black  | Tatiana Golovin Richard Gasquet        | 3:6, 4:6         |
| Zwyciężczyni  | 2. | 3 lipca 2004     | Wimbledon       | Trawiasta    | Wayne Black  | Alicia Molik Todd Woodbridge           | 3:6, 7:6(8), 6:4 |
| Zwyciężczyni  | 3. | 4 września 2008  | US Open         | Twarda       | Leander Paes | Liezel Huber Jamie Murray              | 7:6(6), 6:4      |
| Finalistka    | 2. | 3 lipca 2009     | Wimbledon       | Trawiasta    | Leander Paes | Anna-Lena Grönefeld Mark Knowles       | 5:7, 3:6         |
| Finalistka    | 3. | 13 września 2009 | US Open         | Twarda       | Leander Paes | Carly Gullickson Travis Parrott        | 2:6, 4:6         |
| Zwyciężczyni  | 4. | 30 stycznia 2010 | Australian Open | Twarda       | Leander Paes | Jekatierina Makarowa Jaroslav Levinský | 7:5, 6:3         |
| Zwyciężczyni  | 5. | 4 lipca 2010     | Wimbledon       | Trawiasta    | Leander Paes | Lisa Raymond Wesley Moodie             | 6:4, 7:6(5)      |

## Występy w Turnieju Mistrzyń w grze podwójnej
| Rok  | Rezultat    | Partnerka         | Przeciwniczki                                      | Wynik             |
| 2000 | Ćwierćfinał | Jelena Lichowcewa | Martina Hingis Anna Kurnikowa                      | 0:6, 5:7          |
| 2001 | Finał       | Jelena Lichowcewa | Lisa Raymond Rennae Stubbs                         | 5:7, 6:3, 3:6     |
| 2002 | Finał       | Jelena Lichowcewa | Jelena Diemientjewa Janette Husárová               | 6:4, 4:6, 3:6     |
| 2003 | Półfinał    | Jelena Lichowcewa | Kim Clijsters Ai Sugiyama                          | 3:6, 4:6          |
| 2004 | Finał       | Rennae Stubbs     | Nadieżda Pietrowa Meghann Shaughnessy              | 5:7, 2:6          |
| 2005 | Finał       | Rennae Stubbs     | Lisa Raymond Samantha Stosur                       | 7:6(4), 5:7, 4:6  |
| 2006 | Finał       | Rennae Stubbs     | Lisa Raymond Samantha Stosur                       | 6:3, 3:6, 3:6     |
| 2007 | Zwycięstwo  | / Liezel Huber    | Katarina Srebotnik Ai Sugiyama                     | 5:7, 6:3, 10-8    |
| 2008 | Zwycięstwo  | Liezel Huber      | Květa Peschke Rennae Stubbs                        | 6:1, 7:5          |
| 2009 | Finał       | Liezel Huber      | Nuria Llagostera Vives María José Martínez Sánchez | 6:7(0), 7:5, 7-10 |
| 2014 | Zwycięstwo  | Sania Mirza       | Hsieh Su-wei Peng Shuai                            | 6:1, 6:0          |

## Finały turniejów rangi ITF
| turnieje z pulą nagród 100 000 $ |
| turnieje z pulą nagród 75 000 $  |
| turnieje z pulą nagród 50 000 $  |
| turnieje z pulą nagród 25 000 $  |
| turnieje z pulą nagród 15 000 $  |
| turnieje z pulą nagród 10 000 $  |

### Gra pojedyncza 11 (6-5)
| Rezultat     | Data       | Turniej     | Naw.           | Przeciwniczka       | Wynik         |
| Finalistka   | 28/03/1993 | Harare      | Twarda         | Erica Adams         | 2:6, 3:6      |
| Finalistka   | 27/03/1994 | Nairobi     | Twarda         | Nicole Melch        | 6:7(4), 0:6   |
| Zwyciężczyni | 19/03/1995 | Gaborone    | Twarda         | Linda Jansson       | 6:4, 6:2      |
| Zwyciężczyni | 26/03/1995 | Harare      | Twarda         | Karen Van Der Merwe | 6:1, 6:2      |
| Finalistka   | 10/03/1996 | Gaborone    | Twarda         | Jeri Ingram         | 6:4, 4:6, 4:6 |
| Finalistka   | 17/03/1996 | Harare      | Twarda         | Linda Sentis        | 3:6, 6:3, 2:6 |
| Zwyciężczyni | 12/05/1996 | Nitra       | Ceglana        | Zuzana Váleková     | walkower      |
| Zwyciężczyni | 02/02/1997 | Mission     | Twarda         | Keri Phebus         | 6:3, 6:3      |
| Zwyciężczyni | 30/03/1997 | Dinard      | Ceglana (hala) | Magalie Lamarre     | 4:6, 6:4, 6:2 |
| Finalistka   | 23/08/1998 | Bronx       | Twarda         | Sarah Pitkowski     | 3:6, 5:7      |
| Zwyciężczyni | 03/10/1999 | Santa Clara | Twarda         | Anna Smasznowa      | 6:2, 6:1      |

### Gra podwójna 14 (11-3)
| Rezultat     | Data       | Turniej      | Naw.    | Partnerka          | Przeciwniczki                     | Wynik             |
| Zwyciężczyni | 27/03/1994 | Nairobi      | Twarda  | Nannie De Villiers | Sybille Seyfried Magüi Serna      | 6:2, 6:2          |
| Finalistka   | 19/03/1995 | Gaborone     | Twarda  | Elissa Burton      | Michele Mair Karen Van Der Merwe  | 6:1, 6:4          |
| Finalistka   | 26/03/1995 | Harare       | Twarda  | Elissa Burton      | Lucinda Gibbs Giselle Swart       | 4:6, 6:7(4)       |
| Zwyciężczyni | 02/04/1995 | Nairobi      | Twarda  | Elissa Burton      | Lucinda Gibbs Giselle Swart       | 6:3, 6:2          |
| Zwyciężczyni | 21/04/1996 | Gelos        | Ceglana | Nirupama Sanjeev   | Amélie Mauresmo Isabelle Taesch   | 7:6(4), 6:3       |
| Zwyciężczyni | 17/11/1996 | São Paulo    | Ceglana | Irina Sielutina    | Ľudmila Cervanová Zuzana Váleková | 4:6, 6:4, 6:3     |
| Zwyciężczyni | 24/11/1996 | São Paulo    | Ceglana | Irina Sielutina    | Miriam d’Agostini Vanessa Menga   | 3:6, 6:3, 6:2     |
| Zwyciężczyni | 12/01/1997 | Delray Beach | Twarda  | Irina Sielutina    | Brie Rippner Paige Yaroshuk       | 6:3, 6:3          |
| Zwyciężczyni | 13/04/1997 | Ateny        | Ceglana | Irina Sielutina    | Virag Csurgo Swetłana Kriwenczewa | 6:3, 6:4          |
| Zwyciężczyni | 24/08/1997 | Kijów        | Ceglana | Irina Sielutina    | Natalia Egorova Olga Ivanova      | 6:2, 6:4          |
| Zwyciężczyni | 28/09/1997 | Tucumán      | Ceglana | Irina Sielutina    | Miriam d’Agostini Vanessa Menga   | 6:3, 6:1          |
| Zwyciężczyni | 04/10/1998 | Santa Clara  | Twarda  | Irina Sielutina    | Maureen Drake Lindsay Lee-Waters  | 6:4, 5:7, 6:3     |
| Zwyciężczyni | 28/10/2012 | Traralgon    | Twarda  | Arina Rodionowa    | Ashleigh Barty Sally Peers        | 2:6, 7:6(4), 10–8 |
| Finalistka   | 04/11/2012 | Bendigo      | Twarda  | Arina Rodionowa    | Ashleigh Barty Sally Peers        | 6:7(12), 6:7(5)   |

## Występy w igrzyskach olimpijskich

### Gra pojedyncza
Letnie Igrzyska Olimpijskie w Sydney, 2000,
reprezentując państwo  Zimbabwe
| Etap     | Przeciwniczka              | Wynik         |
| -------- | -------------------------- | ------------- |
| 1. runda | Włochy: Silvia Farina Elia | 2:6, 6:3, 3:6 |

Letnie Igrzyska Olimpijskie w Atenach, 2004,
reprezentując państwo  Zimbabwe
| Etap     | Przeciwniczka                   | Wynik         |
| -------- | ------------------------------- | ------------- |
| 1. runda | Słowenia: Tina Pisnik           | 6:3, 5:7, 6:4 |
| 2. runda | Stany Zjednoczone: Chanda Rubin | 4:6, 6:3, 3:6 |

Letnie Igrzyska Olimpijskie w Pekinie, 2008,
reprezentując państwo  Zimbabwe
| Etap     | Przeciwniczka           | Wynik    |
| -------- | ----------------------- | -------- |
| 1. runda | Serbia: Jelena Janković | 3:6, 3:6 |

## Finały juniorskich turniejów wielkoszlemowych

### Gra pojedyncza (3)
| Końcowy wynik | Rok  | Turniej     | Nawierzchnia | Przeciwniczka     | Wynik finału  |
| Finalistka    | 1997 | French Open | Ceglana      | Justine Henin     | 6:4, 4:6, 4:6 |
| Zwyciężczyni  | 1997 | Wimbledon   | Trawiasta    | Aubrie Rippner    | 6:3, 7:5      |
| Zwyciężczyni  | 1997 | US Open     | Twarda       | Kildine Chevalier | 6:7, 6:1, 6:3 |

### Gra podwójna (4)
| Końcowy wynik | Rok  | Turniej     | Nawierzchnia | Partnerka        | Przeciwniczki                     | Wynik finału  |
| Zwyciężczyni  | 1995 | Wimbledon   | Trawiasta    | Aleksandra Olsza | Trudi Musgrave Jodi Richardson    | 6:0, 7:6(5)   |
| Zwyciężczyni  | 1997 | French Open | Ceglana      | Irina Sielutina  | Maja Matevžič Katarina Srebotnik  | 6:0, 5:7, 7:5 |
| Zwyciężczyni  | 1997 | Wimbledon   | Trawiasta    | Irina Sielutina  | Maja Matevžič Katarina Srebotnik  | 3:6, 7:5, 6:3 |
| Finalistka    | 1997 | US Open     | Twarda       | Irina Sielutina  | Marissa Irvin Alexandra Stevenson | 2:6, 6:7      |